# Trappistinnenkloster Santa Rita
Das Trappistinnenkloster Santa Rita ist seit 1972 ein US-amerikanisches Kloster in Sonoita (Arizona), Santa Cruz County (Arizona), Bistum Tucson.

## Geschichte
Die Trappistinnenabtei Wrentham, erste Zisterzienserinnenabtei in den Vereinigten Staaten, gründete 1972 als zweites Tochterkloster 50 km südlich von Tucson in 1500 Meter Höhe Santa Rita Abbey (nach Rita von Cascia), das 1978 zum Priorat erhoben wurde.
Oberinnen und Priorinnen:
- Cecile Jubinville (1972–1990)
- Beverly Aitken (1990–2000)
- Miriam Pollard (2000–2012)
- Victoria Murray (2012–)